# Màia
Màia var en katalansk popgrupp, verksam mellan 2012 och 2018. Gruppen verkade först som en trio, efter 2016 som en duo med Marina Prades och Gus Wallin. Fram till 2018 gav de ut tre album, med texter på katalanska. Hösten samma år upplöstes gruppen.

## Historik
Màia föddes sommaren 2012 som en popgrupp med egna sånger och inspiration från flera olika musikstilar. Gruppnamnet stammar från flickan på omslaget på gruppens första album Miracles ambulants (en flicka som liksom Marina Prades vet hur man håller i en fiol). Gruppen vann samma år förstapris i musiktävlingen Sons & Lleure, där priset bestod av produktionen av en demoskiva.
Gruppen bildades efter att Gus Wallin, före detta gitarrist i gruppen La Más Fina, annonserade efter en sångare/sångerska. Detta resulterade i att han blev bekant med Marina Prades. Först var målet en grupp med sånger på spanska, med en tid senare bestämde de sig istället för att arbeta på katalanska. Den tredje bandmedlemmen Lluís de Puig hade träffats Prades på musikkonservatoriet (där båda studerade violin tillsammans). Prades var då verksam som musiklärare, medan Wallin arbetade med reklam.
I januari 2014 publicerades gruppens debutalbum Miracles ambulants, utgiven av Discmedi. Låtarna på albumet handlade om personliga möten och vardagshändelser, medan låtarrangemanget var lågmält. Enligt Gus Wallin ville man placera sig i mittfåran av den moderna katalanska populärmusiken, som annars pendlar mellan festivalorienterad fusion och lugn singer-songwriter-musik.
Våren 2015 kom det andra albumet, Estels a les butxaques, Albumet presenterades för första gången den 11 april på Sala Apolo i Barcelona. Produktionskostnaderna hämtades delvis in via en kampanj med gräsrotsfinansiering. Musikvideor för låtarna "Aftersun" och "Mai" producerades därefter av filmbolaget Fitzcarraldo Films. På skivomslaget figurerade "dolda" gestalter som medusan från sången "Aftersun", snigeln från "El circ de les estones perdudes" och raketen från flera av albumets sånger.
2016 lämnade Lluís de Puig gruppen för att istället ägna sig åt andra musikaliska projekt. Ett år senare släpptes "Esclat", gruppens tredje album. Denna gång var skivbolaget Girona-baserade Música Global och musikstilen mer elektropop.
Hösten 2018 meddelade Wallin och Prades att gruppen skulle upplösas. Den sista spelningen var en konsert den 11 oktober på musikscenen Luz de Gas. Marina Prades medverkade därefter i december på 2018 års välgörenhetsgala La Maratò i TV3, där hon tillsammans med Sant Jordi-kören sjöng "Sí, soc jo" (en katalansk version av "This Is Me" från filmen The Greatest Showman).

## Diskografi
- Miràcles ambulants ('Vandrande mirakel'; Discmedi, 2014)
- Estels a les butxaques ('Stjärnor i fickorna'; Discmedi, 2015)
- Esclat ('Utbrott'; Música Global, 2017)

## Utmärkelser och nomineringar
- 2015: Nominerade som Bästa nya grupp vid Premis ARC[12]
- 2015: Premis Enderrock-nominering[12]